# Franz von Lauer
Franz von Lauer, né le 11 mai 1736 et mort le 11 septembre 1803 à Krems an der Donau en Autriche, est un général de l'armée autrichienne au service de la monarchie des Habsbourg. Il commença sa carrière en tant qu'officier du génie et la termina à un haut niveau de responsabilité. Après avoir participé à la guerre de Sept Ans, il obtint successivement tous les grades jusqu'à celui de colonel au début des années 1780 et servit ensuite durant la guerre contre l'Empire ottoman, notamment au siège de Belgrade (en). 
Promu général, il se fit un nom dans l'art de la poliorcétique et dirigea les sièges de Fort-Louis et de Mannheim face aux Français pendant la guerre de la première coalition. Nommé chef d'état-major de l'armée autrichienne opposée à Napoléon Bonaparte en Italie en 1796, il prit part à la bataille de Bassano et au siège de Mantoue. En 1800, il fut désigné pour commander en second le gros de l'armée impériale en Allemagne du Sud, mais ses efforts se soldèrent par un désastre à la bataille de Hohenlinden en décembre de la même année. Rendu responsable de cet échec, Lauer quitta le service actif et mourut peu après.

## Biographie

### Du cadet au général

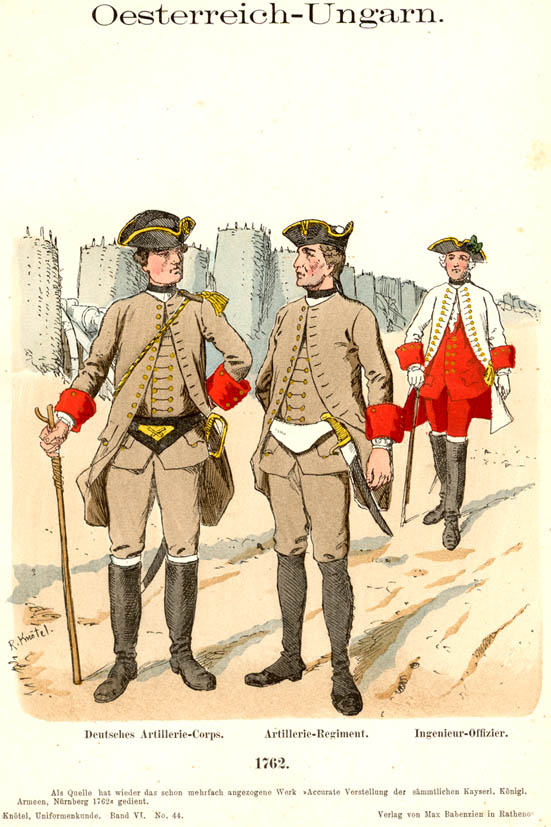
Artilleurs autrichiens lors d'un siège en 1762 : à droite, un officier du corps des ingénieurs. Illustration de Richard Knötel.

Fils d'un capitaine d'infanterie, Franz von Lauer naquit le 11 mai 1736. Il intégra l'académie des ingénieurs le 1er mai 1755 à l'âge de 19 ans grâce à une bourse versée aux enfants orphelins et entra quelques mois plus tard comme cadet dans le corps du génie. Il participa à la guerre de Sept Ans au cours de laquelle il prit part à de nombreux affrontements et fut fait prisonnier à la bataille de Leuthen le 5 décembre 1757. Il devint ensuite sous-lieutenant en 1759, lieutenant en 1762 et capitaine en 1768. Trois ans plus tard, il accompagna le général Pellegrini dans une tournée d'inspection en Hongrie et dans les régions frontalières de l'Empire. Promu major le 30 avril 1773, il servit pendant la guerre de Succession de Bavière où il fut chargé de construire des retranchements avant d'être nommé lieutenant-colonel le 6 août 1779.
À cette époque, Lauer fut impliqué dans des projets de construction de forteresses, notamment celle de Josefstadt dont il dirigea les travaux de 1785 à 1787 avec le grade de colonel qui lui avait été décerné le 27 juin 1783. Il partit peu après combattre sur le front ottoman après le déclenchement des hostilités avec la Sublime Porte. Durant cette campagne, il dirigea les travaux de siège à Dubica en avril 1788 puis au siège de Belgrade (de) où l'activité déployée par ses sapeurs contribuèrent à hâter la reddition de la ville. Pour ce fait d'armes, outre une citation de la part du commandant en chef de l'armée, le feld-maréchal Ernst Gideon von Laudon, Lauer fut élevé au grade de général-major le 9 octobre 1789 et à celui de chevalier de l'ordre militaire de Marie-Thérèse le 21 décembre de la même année. Il se vit également octroyer le titre de baron le 19 juin 1790.

### Face aux Français pendant la guerre de la Première Coalition
En 1793, Lauer fut affecté sur le Rhin dans le cadre du conflit opposant la France à la Première Coalition. Il participa ainsi à la première bataille de Wissembourg au mois d'octobre, qui se solda par la victoire des troupes du général Wurmser, et occupa dans la foulée la forteresse de Lauterbourg. Le lendemain 14 octobre, il mit le siège devant Fort-Louis et obtint le 14 novembre la reddition de la garnison forte de 4 500 hommes. Il assura par la suite la défense de la place de décembre à 1793 à janvier 1794 mais procéda finalement à la destruction de la forteresse. Toujours sous les ordres de Wurmser, il supervisa l'investissement de Mannheim lors du siège de cette ville à la fin de l'année 1795, et se distingua le 30 octobre à la prise de la redoute du Galgenberg et des ouvrages défensifs érigés sur le Neckar. À la suite de la chute de Mannheim, Lauer fut nommé commandeur de l'ordre de Marie-Thérèse le 27 novembre puis feld-maréchal-lieutenant le 4 mars 1796.
Envoyé en Italie au cours du mois de juillet, Lauer fit réparer les fortifications de Mantoue lorsque le siège de la ville fut brièvement levé par les Français au début du mois d'août 1796. Le 19 de ce mois, le général Wurmser reçut une missive de l'empereur François II dans laquelle celui-ci l'exhortait à se porter au secours de Mantoue et lui adjoignait Lauer en tant que chef d'état-major. Lors de l'élaboration du plan d'attaque, Lauer estima que les pertes subies par les Français les empêcheraient de réagir rapidement à une offensive autrichienne, ce en quoi il se trompait. En effet, défiant ces prévisions, Napoléon Bonaparte se précipita au nord avec trois divisions sur le cours supérieur de l'Adige : le 4 septembre, il culbuta les troupes du général Davidovitch au combat de Rovereto et se dirigea ensuite vers l'est, puis au sud via la vallée de la Brenta. Le 8, il infligea une sérieuse défaite à Wurmser lors de la bataille de Bassano et se lança à la poursuite des troupes autrichiennes qui se repliaient au sud-ouest en direction de Mantoue. En définitive, Wurmser se retrouva pris au piège dans Mantoue avec près de 30 000 soldats. L'historien James R. Arnold écrit qu'« à son crédit, Lauer joua un rôle central dans la défense particulièrement obstinée de Mantoue ». La forteresse dut finalement capituler le 2 février 1797.
Rappelé à Vienne, Lauer fut nommé commandant militaire de la ville avant de devenir directeur-général de l'académie des ingénieurs le 2 avril 1797.

### Commandant en second de l'armée d'Allemagne
Lorsque la guerre éclata à nouveau en 1799, Lauer reprit du service. Entre mai et juillet, les troupes françaises du général Moreau remportèrent plusieurs victoires sur l'armée autrichienne commandée par le maréchal Kray, contraignant ce dernier à solliciter un armistice. Peu après, Kray fut relevé de son commandement par l'empereur et remplacé par l'archiduc Jean, un jeune homme de 18 ans sans aucune expérience militaire. Lauer, promu au grade de Feldzeugmeister le 5 septembre, fut affecté auprès de l'archiduc en qualité de commandant en second. En vertu des ordres de l'empereur, Jean conservait le commandement nominal tandis que Lauer prenait toutes les décisions importantes, créant ainsi une structure de commandement particulièrement étrange. En septembre, Lauer obtint de son souverain une prolongation de la trêve afin de renforcer l'armée en vue d'un affrontement qui semblait désormais inévitable.

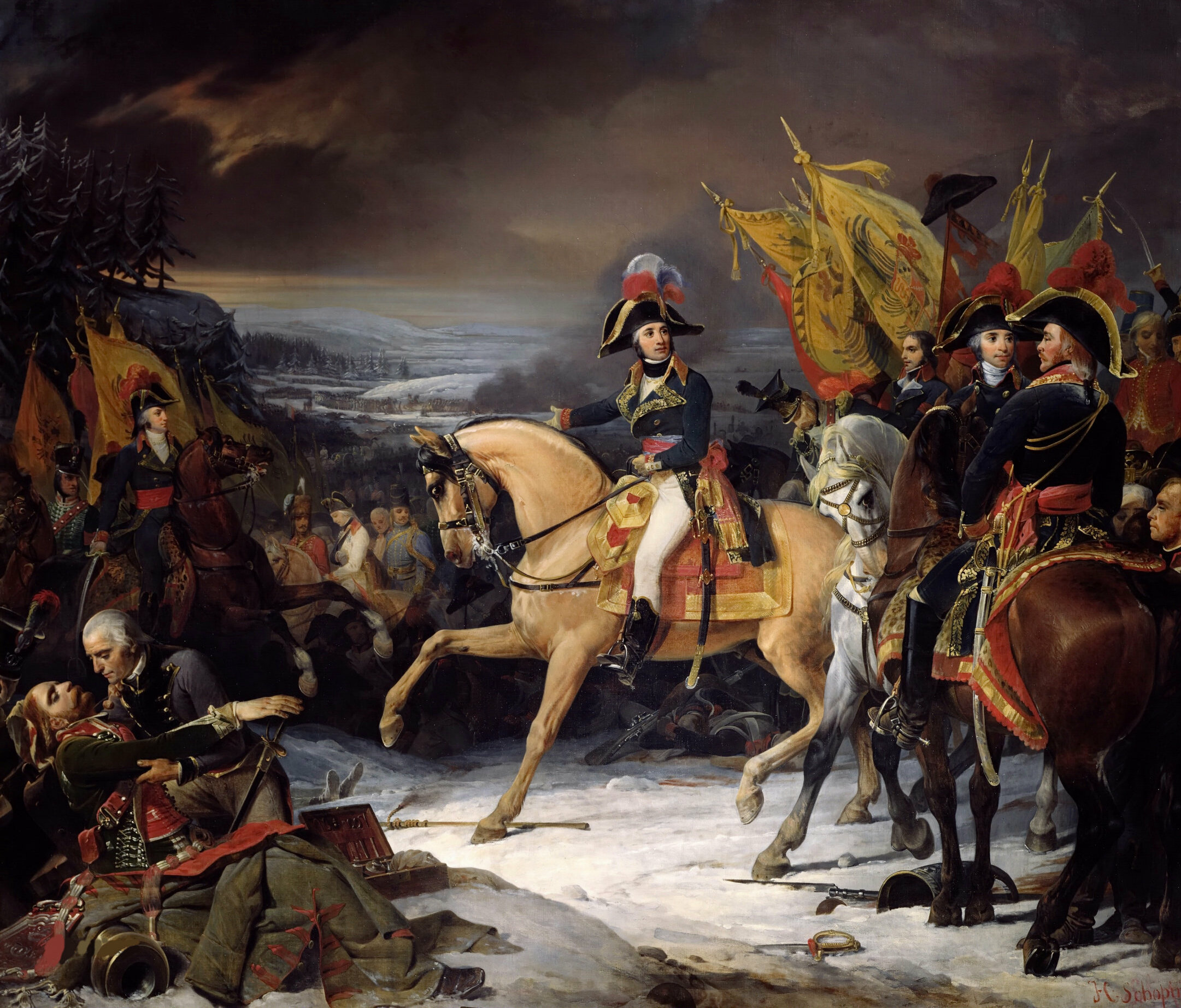
Lauer fut blâmé pour la défaite autrichienne à la bataille de Hohenlinden. Tableau d'Henri Frédéric Schopin, château de Versailles.

L'armistice expira le 12 novembre. Le colonel Franz von Weyrother, chef d'état-major de l'archiduc Jean, convainquit son chef et Lauer de prendre l'offensive contre les Français. Toutefois, l'armée autrichienne cumulait de nombreux handicaps et les marches forcées ne firent qu'épuiser les soldats. L'inexpérience de Jean, l'agressivité de Weyrother et l'incapacité de Lauer à s'opposer aux décisions de ses collègues s'avéra fatale. Le 1er décembre 1800, les Autrichiens battirent les Français à la bataille d'Ampfing, mais au prix de lourdes pertes. Ce succès rendit l'archiduc et son état-major excessivement confiants et prêts à en découdre avec Moreau. Lauer, pour sa part, restait prudent mais il ne parvint pas à imposer son opinion au sein du quartier général. Le 3 décembre, les Autrichiens s'avancèrent sur un terrain accidenté, formés en quatre colonnes distinctes qui n'avaient aucune liaison entre elles. La bataille de Hohenlinden débuta dans la journée. L'armée de Moreau tendit une embuscade à ses adversaires et enveloppa leur flanc gauche, remportant ainsi une victoire éclatante. À la suite d'une poursuite française vigoureuse, le moral de l'armée autrichienne s'effondra et l'empereur fut contraint d'entamer des pourparlers de paix.
Rendu responsable de ce désastre, Lauer fut écarté par l'archiduc Charles le 18 décembre et fut mis à la retraite le 4 mars 1801. Retiré à Krems, il y mourut le 11 septembre 1803, à l'âge de 67 ans. Marié une première fois avec Marie d'Aglio avec qui il eut trois enfants dont un fils, Joseph Lauer (1769-1848), futur général, il se remaria avec Josepha von Retzer à Vienne le 4 septembre 1793. Il avait une sœur qui était dame d'honneur de Marie-Caroline d'Autriche, reine de Naples.

## Considérations
Selon Richard Bassett, Lauer était « un vieil officier du corps des ingénieurs doté d'une longue expérience dans la construction de fortifications mais qui n'avait pas été exposé directement à l'expérience du commandement sur un champ de bataille ». Le même historien note qu'il était d'un tempérament brutal et agressif et faisait preuve d'un « égocentrisme absolu ». Gunther Rothenberg le décrit comme « un ingénieur aguerri, très sévère sur la discipline mais manquant d'expérience dans le commandement d'une armée ». En tant que militaire, il manquait de détermination et était peu aimé de ses soldats. Un autre historien considère qu'il était « aussi peu qualifié que Kray pour faire face aux généraux français de la Révolution ». Sur le plan politique, Lauer était particulièrement dévoué au chancelier Thugut qui l'avait vivement recommandé pour le poste de commandant en second de l'armée d'Allemagne. Friedrich Gatti écrit à son sujet : 

« Lauer, un bourgeois sorti de l'académie des ingénieurs, avait eu de la chance mais était tombé dans une situation tout à fait regrettable […]. En cette période orageuse, à l'aube d'un nouveau siècle, dans laquelle tant d'esprits que l'on croyait supérieurs connurent la disgrâce, Lauer ne fit pas exception à ce destin. »